# Norbertine Bresslern-Roth
Norbertine Bresslern-Roth (Graz, 1891. november 13. – Graz, 1978. november 30.) osztrák állatfestő, grafikus, gyermekkönyv-illusztrátor.

## Pályafutása
Házasságon kívül született, apját nem ismerte. Nagyon szerény körülmények között nőtt fel édesanyjával és nagynénjével. A tehetséges kislányt Alfred Schrötter von Kristelli neves festő és művésztanár ingyen tanította, és Dachauba is magával vitte a nyári szünidők alatt a művészkolónia alkotótáborába. 1911-ben illusztrátornak ajánlotta a grazi Landesmuseum Joanneum 100 éves fennállása alkalmából készített ünnepi kiadványhoz. Schrötter von Kristelli segítségével Ferdinand Schmutzer magántanítványa lett a Bécsi Képzőművészeti Akadémián. Tanulmányainak befejezése után visszaköltözött Grazba. 1919-ben férjhez ment Georg Bresslernhez, és csatlakozott a Werkbund Freilandhoz (Freiland Képzőművészek Szövetsége)
Gyermekkora óta szerette az állatokat, és állatfestésre szakosodott. Kedvenc kiránduló helye volt a Schönbrunni Állatkert. Férjével számos európai országban járt, ahol az állatkertek adtak inspirációt és motívumokat munkáihoz. A linómetszet eljárással készült képeivel vált nemzetközileg ismertté. Élete során gyermekkönyveket illusztrált, miniatúrafestéssel és gobelin nyomtatással is foglalkozott.